# زلاجة حمراء للأسفل
زلاجة حمراء للأسفل هي الحلقة السابعة عشرة من الموسم السادس من مسلسل الرسوم المتحركة الأمريكي "ساوث بارك"، والحلقة السادسة والتسعين من المسلسل بأكمله. عُرضت لأول مرة على قناة كوميدي سنترال في 11 ديسمبر 2002.
في هذه الحلقة، على كارتمان أن يحصل على "مكافأة" كبيرة من قائمة سانتا ليتأهل للحصول على هدايا عيد الميلاد. فيُجنّد سانتا والسيد هانكي ويسوع في محاولة يائسة لإدخال البهجة إلى قلوب العراقيين المُضطهدين. لكن الأمور تسوء، وعندما يُقتل سانتا في العراق، يُساعده يسوع.
يطلب كارتمان من ابن عم كايل إحصاء أفعاله الشقية والطيبة. ويخبره أنه كان شقيًا جدًا لدرجة أنه لم يحصل على هدية عيد الميلاد التي طال انتظارها، وهي كلب آلي من نوع هايبو . ولتصحيح أخطائه السابقة، ينطلق لنشر بهجة عيد الميلاد بين أهل العراق. في هذه الأثناء، في حفل إضاءة شجرة عيد الميلاد، يُمنح جيمي فالمر شرف الإضاءة، لكنه يقرر أولًا غناء أغنية " أيام عيد الميلاد الاثني عشر ". وبسبب تلعثمه، استغرق معظم الحلقة ليصل إلى نهاية الأبيات الاثني عشر.

## القصة
يطلب كارتمان من ابن عم كايل إحصاء أفعاله الشقية والطيبة. ويخبره أنه كان شقيًا جدًا لدرجة أنه لم يحصل على هدية عيد الميلاد التي طال انتظارها، وهي كلب آلي من نوع هايبو . ولتصحيح أخطائه السابقة، ينطلق لنشر بهجة عيد الميلاد بين أهل العراق. في هذه الأثناء، في حفل إضاءة شجرة عيد الميلاد، يُمنح جيمي فالمر شرف الإضاءة، لكنه يقرر أولًا غناء أغنية " أيام عيد الميلاد الاثني عشر ". وبسبب تلعثمه، استغرق معظم الحلقة ليصل إلى نهاية الأبيات الاثني عشر.
بأستخدام قطار السيد هانكي "بو-تشو"، يسافر كارتمان والأولاد الآخرون إلى القطب الشمالي لإقناع سانتا كلوز بإحضار عيد الميلاد إلى العراق. بمساعدة أقزام الملابس الداخلية ، يُجهّز سانتا زلاجته ويسافر إلى العراق، ليُسقط على الفور ويُنقل ويُعذب. يدرك الأولاد أن حيلة كارتمان الصغيرة ربما أنهت عيد الميلاد للجميع، فينطلقون لإصلاح الأمور.
بأخذ زلاجة إحتياطية، بحثوا عن يسوع . فور سماعه الخبر، تسلّح يسوع بمجموعة من الأسلحة الآلية وسافر مع الصبية إلى العراق، وأطلق النار بوحشية على كل من يعترض طريقه. اقتحمت المجموعة غرفة الاستجواب وأفرجت عن سانتا.
أثناء عودتهم إلى الزلاجة، قُتل يسوع برصاص أحد الخاطفين العراقيين. غضب سانتا، فقتل الجندي، ثم اندفع هارباً. عاد سانتا إلى الزلاجة، وأعاد الأطفال إلى ساوث بارك، ولكن ليس قبل أن يُزيّن العراق بزينة عيد الميلاد.
لفرحة أهل البلدة، أنهى جيمي أغنيته أخيرًا وأضاء شجرة عيد الميلاد، لكن الأضواء انطفأت فجأة. في تلك اللحظة، طار سانتا أمام الشجرة وأعادها إلى حالتها الأصلية بسحر ساحر.
يُعيد سانتا الأولاد إلى منازلهم، آملاً أن يتذكر الناس يسوع دائمًا في هذا اليوم. يُهدي الأطفال كلاب هايبو كشكر، لكن كارتمان يشعر بالاشمئزاز، إذ أراد أن يكون الطفل الوحيد الذي يمتلك واحدةً منها، فيحسده أصدقاؤه. ثم يظهر كيني ماكورميك فجأةً (أول ظهور له منذ " كيني دايز ")، مع أن الثلاثة بدوا غير منزعجين من ذلك.

## إنتاج
جاءت هذه الحلقة من فكرة Black Hawk Down مع سانتا كلوز . كان المبدعون يخططون دائمًا لإعادة كيني في الحلقة الأخيرة بسبب طلب المعجبين برؤية المزيد من كيني، لكنهم قتلوا يسوع (الذي مات لإنقاذ سانتا) والفكرة هي هذا هو السبب في أننا نفكر في يسوع في وقت عيد الميلاد.
منزل سانتا في القطب الشمالي هو حصن العزلة الخاص بسوبرمان من سوبرمان 2.

## وسائل الإعلام المنزلية
صدرت حلقة "زلاجة حمراء للأسفل" إلى جانب الحلقات الست عشرة الأخرى من الموسم السادس من مسلسل ساوث بارك، على قرص DVD بثلاثة أقراص في الولايات المتحدة في 11 أكتوبر 2005. وتضمنت الحلقات تعليقات صوتية موجزة من باركر وستون لكل حلقة. منح موقع IGN الموسم تقييم 9/10.
م تضمين الحلقة أيضًا في مجموعة أقراص تجميعة حلقات العيد من مسلسل ساوث بارك.

## روابط خارجية
- الحلقة الكاملة من "Red Sleigh Down" في استوديوهات South Park
- «زلاجة حمراء للأسفل» على قاعدة بيانات الأفلام على الإنترنت